# Jean-Baptiste Labat

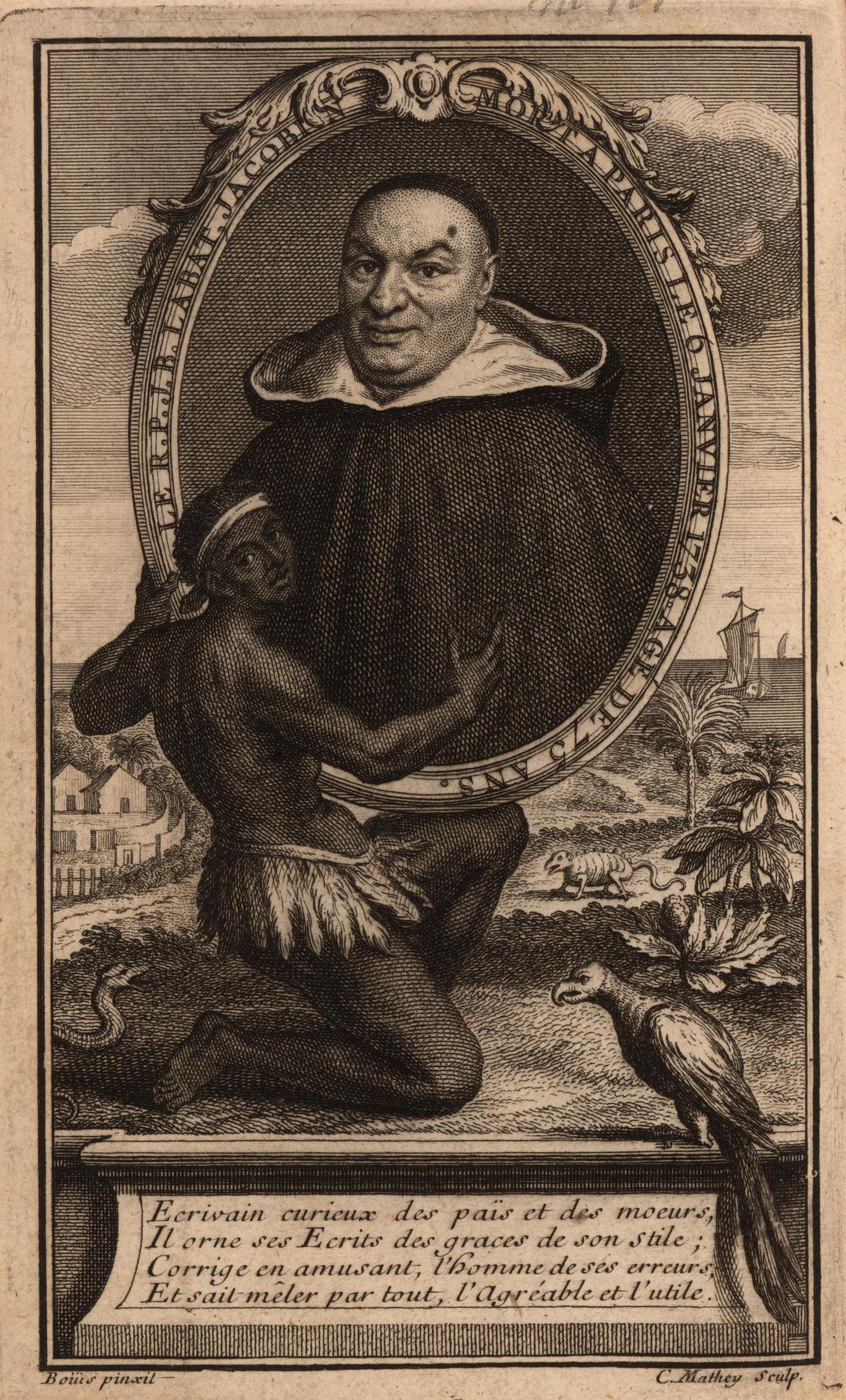
Jean-Baptiste Labat

Jean-Baptiste Labat (* 1663 in Paris; † 6. Januar 1738 in Paris) war Missionar, Plantagenbesitzer, Pirat und Reiseschriftsteller.

## Leben und Wirken
Jean-Baptiste Labat trat 1684 im Konvent der Verkündigung in der Rue S. Honoré in den Dominikanerorden ein. Er predigte in Paris und in der Provence und lehrte Philosophie in Nancy. Im Winter 1694 fuhr er in Begleitung einiger anderer Dominikaner sowie Kapuziner und Jesuiten von La Rochelle aus als Missionar nach Westindien, wo er nach zwei Monaten zuerst auf Martinique landete, dem Hauptquartier der dominikanischen Mission in der Karibik. Dort verwaltete er eine Plantage, auf der er afrikanische Sklaven für sich arbeiten und Rum (Tafia) brennen ließ. Fälschlicherweise wurde ihm sogar die Erfindung der Destillation von Rum zugeschrieben. Rum wurde vor allem von Sklaven konsumiert wurde, während die französische Oberschicht gewürzten Madeira-Wein trank. Er verhandelte Rum aber auch an die örtlichen Kariben und benutzte ihn, um seine Sklaven an Sonntagen zu belohnen. Er interessiert sich generell sehr für den Genuss von Alkohol und beschrieb auch die Herstellung lokaler vergorener Getränke wie Maby und Ouïcou aus Süßkartoffeln, Zuckerrohrsyrup, Kassava-Melonen und Bananen. Er fand das rötliche Getränk erfrischend, stark und berauschend. Er überliefert auch zahlreiche Rezepte, wie zum Beispiel die Zubereitung von Schildkrötenbrust (plastron de tortue), die er als sehr delikat beschreibt, Papageien (das Tier hatte ihn durch sein Geschrei verärgert und nicht zu reden lernt), Eidechsen, Fröschen und Avocados. Wir verdanken Labat auch die Beschreibung der Herstellung von Boucan, Trockenfleisch durch die Bukanier (boucans) auf St. Domingo. 1701 besuchte er Hispaniola.
Labat war auch Beichtvater seiner Sklaven. Seine Fürsorge und rührendes Mitleid mit seinen christlichen Sklaven wird in diesem Zusammenhang mehrfach lobend erwähnt. Heidnische Praktiken bestrafte er dagegen streng. Wichtig war im die Rettung von Seelen, nicht die Verbesserung der Lebensbedingungen. Hierin unterschied er sich nicht von anderen Geistlichen seiner Zeit. Er beschreibt ausführlich die Grausamkeit der Briten gegenüber ihren Sklaven.
Labat war zusammen mit den örtlichen „Filibustiers“ als Pirat tätig und an der Einnahme britischer Schiffe beteiligt.
1705 kehrte Labat über Cádiz nach Europa zurück, um an einem Konklave seines Ordens in Bologna teilzunehmen und erstattete in Rom Antoninus Cloche, dem Leiter des Ordens, Bericht über die Ergebnisse seiner Mission. Danach kam er 1706 in einem Kloster bei Toul unter. Später wurde er zum Generalprokurator der Mission in Ostindien ernannt. 1709 ging er im Auftrag seines Ordens für drei Jahre nach Spanien und Italien.
Danach lebte er bis zu seinem Tod in einem Kloster in Paris. Er versuchte immer wieder, in die Karibik zurückzukehren, aber ohne Erfolg, da es ein Geheimbefehl des Königs verbot. In Paris begann er mit der ausführlichen Niederschrift seiner Reiseerlebnisse. Seine sechsbändigen illustrierte Reisereportagen aus der Karibik, ab 1722 veröffentlicht, waren sehr plastisch gehalten und in Europa bis in die Neuzeit beliebt. Sie gelten als wichtige Zeitdokumente. Labat beschrieb hier unter anderem die verschiedenen Einwohner der Karibik, einschließlich seiner afrikanischen Sklaven. Die neuen Genussmittel wie Tabak, Schokolade, Kaffee, Rohrzucker, Rum und Kakao werden ebenfalls breit diskutiert.
Weniger bekannt wurden Labats achtbändige Reiseberichte aus Spanien und Italien. Sie erweisen den Autor erneut als wissbegierigen Beobachter, der sich insbesondere mit den Verhältnissen im Kirchenstaat kritisch auseinandersetzte.
Jean-Baptiste Labat starb am 6. Januar 1738 im Alter von 75 Jahren in Paris und wurde im Jakobinerkloster der Rue Saint-Honoré bestattet.

## Werke
- Nouveau Voyage aux isles de l’Amerique. Contenant l’histoire naturelle de ces pays, l’origine, les moeurs, la religion & le gouvernement des habitans anciens et modernes; les guerres et les evenemens singuliers qui y sont arrivez pendant le sejour que l’auteur y a fait; le commerce et les manufactures qui y sont etablies, & les moyens de les augmenter. 6 Bände, Paris 1722 (digital.bibliothek.uni-halle.de Digitalisate).
- Voyage du chevalier Des Marchais en Guinée, isles voisines, et a Cayénne: fait en 1725, 1726 et 1727. 4 Bände, Paris 1730
- Nouvelle relation de l’Afrique occidentale. 5 Bände, Paris 1728, Band I (gallica.bnf.fr, Inhaltsverzeichnis gallica.bnf.fr).
- Voyage du Chevalier Demarchais en Guinee, iles voisines, et a Cayenne, fait en 1725, 1726, et 1727. 4 Bände, Paris 1730 (gallica.bnf.fr).
- Voyage en Espagne et en Italie. 8 Bände, Paris 1730, Band 1 (gallica.bnf.fr).
- Relation historique de l’Ethiopie occidentale: contenant la description des royaumes de Congo, 1732